# 이터널 로드
이터널 로드(Ikitie, The Eternal Road)는 스웨덴에서 제작된 안티 주시 안닐라 감독의 2017년 드라마 영화이다. 토미 코펠라 등이 주연으로 출연하였다.
에스토니아에서 편집되고 촬영되었다. 2017년 3월 22일 사망하면서 안티 주시 안닐라 감독의 마지막 작품이 되었다.

## 출연
- 토미 코펠라
- 시세 바베트 크누센
- 이리나 비에르클룬드